# Tales from the Crypt (Comicreihe)
Tales from the Crypt war eine zweimonatlich erscheinende Horror-Comic-Serie, die von 1950 bis 1955 von EC Comics herausgegeben wurde.

## Inhalt
Tales from the Crypt enthält mehrere Horror-Kurzgeschichten pro Heft, welche von dem Crypt Keeper, einem unheimlich aussehenden, in einer Gruft hausenden, alten Einsiedler, erzählt werden. War der Crypt Keeper in den früheren Ausgaben noch eher furchterregend, so entwickelte er sich mit der Zeit zu einem schwarzhumorigen Gastgeber, der die Kurzgeschichten mit Wortspielen und bösen Witzen kommentierte. Doch die Funktion des Crypt Keepers beschränkte sich nicht nur auf seine Rolle als Gastgeber, in einigen Geschichten wirkte er selbst mit.

## Publikationsgeschichte
Horror-Comics traten in Amerika zu Ende des Zweiten Weltkriegs als eigenes Comic-Genre hervor, als das Interesse der Leser sich von Krimis und Superheldencomics schockierenderen Themen zuwandte. Im Jahr 1950 stellten Bill Gaines, der Herausgeber der EC Comics, und sein Zeichner Al Feldstein fest, dass sie beide ein Faible für Horror hatten und begannen damit, in ihren Krimi-Comics mit Horrorgeschichten zu experimentieren. Tales from the Crypt hat seinen Ursprung in Feldsteins Geschichte Return from the Grave!, welche in Ausgabe 15 von ECs Crime Patrol Comic erschien. Die Geschichte beinhaltete bereits den Crypt Keeper in der Rolle des Erzählers. In Ausgabe 16 gab es bereits mehr Horror- als Krimigeschichten und mit Ausgabe 17 änderte sich der Titel von Crime Patrol zu The Crypt of Terror.
Die Namensänderung zu Tales from the Crypt geschah mit Ausgabe 20, insgesamt erschienen, bis zur Einstellung der Veröffentlichung im Jahr 1955, 27 Ausgaben unter diesem Namen. Vorherige Ausgaben waren International Comics (Nummer 1–5),  International Crime Patrol (Nummer 6), Crime Patrol (Nummer 7–16) und The Crypt of Terror (Nummer 17–19). Gemeinsam mit den Schwestertiteln The Haunt of Fear und The Vault of Horror, erreichte Tales from the Crypt große Beliebtheit, jedoch gelangten Comics Ende der 1940er und Anfang der 1950er Jahre immer mehr in die Kritik.

## Niedergang
Die Veröffentlichung des den Comics sehr kritisch gegenüberstehenden Buches Seduction of the Innocent des deutsch-amerikanischen Psychologen Fredric Wertham änderte die öffentliche Einstellung zum Thema Comic. Besorgte Eltern, Lehrer, Priester und Psychologen sahen Comics als Gefahr für Kinder und Jugend und als eine signifikante Ursache für Jugendkriminalität. Die Situation spitzte sich nach zwei Senatsanhörungen im April und Juni 1954, die sich mit dem vermuteten Einfluss von Comics auf die Jugendkriminalität befassten, stark zu. Die Anhörungen kritisierten die Darstellung von Gewalt in Comics.
Durch die Schaffung der Selbstregulierungsbehörde Comics Magazine Association of America (CMAA) und Implementierung eines freiwilligen Leitfadens, herausgegeben von der Comics Code Authority (CAA), gelang es der Comic-Industrie Zensur von außen zu vermeiden. Die Comics Code Authority belegte die Comic-Produzenten mit schwerwiegenden Einschränkungen. So war es Herausgebern z. B. verboten, Worte wie „Horror“ oder „Terror“ in den Titeln zu verwenden und typische Horrorgestalten wie Zombies, Werwölfe und andere darzustellen. Der Herausgeber Bill Gaines war überzeugt, seine Werke würden gezielt verfolgt und wären nunmehr zum Scheitern verurteilt. Im März 1955 stellte er die Veröffentlichung von Tales from the Crypt, ihren zwei Schwestertiteln und allen Krimi- und Science-Fiction-Comics des Verlages daher ein.

## Nachdrucke
Es wurden mehrfach Nachdrucke von Tales from the Crypt veröffentlicht. Der Verlag Ballantine Books veröffentlichte Nachdrucke ausgewählter Comics dieser Reihe in seiner EC Comics Anthologie, von 1964–1966. Der Herausgeber Russ Cochran veröffentlichte 1979 Nachdrucke des kompletten Tales-from-the-Crypt-Kataloges in einer Serie von fünf in Schwarz-Weiß gedruckten Büchern, als Teil der Reihe The Complete EC Library. In den Jahren 1990/91 veröffentlichte Cochran in Zusammenarbeit mit dem Gladstone-Verlag kolorierte Nachdrucke einzelner Tales. Zwischen September 1992 und Dezember 1999 veröffentlichten Cochran und der Comicverlag Gemstone Publishing, Nachdrucke aller Ausgaben als einzelne Comics. Dieser Komplettkatalog erschien später neu gebunden und mit den Originaldeckblättern in einer Serie von sechs Softcover-Jahresalben der EC Comics. Im Jahr 2007 begannen Cochran und Gemstone mit der Veröffentlichung von kolorierten Hardcover-Bänden als Teil ihrer EC-Archives-Serie. Von den geplanten fünf Bänden waren erst drei erschienen, als die finanziellen Schwierigkeiten von Gemstone Publishing das Projekt zum Stillstand brachten. Das Projekt wurden dann mit Dark Horse Comics als Verleger fortgesetzt und mit Band 4 im Oktober 2013 und Band 5 im November 2014 abgeschlossen.

## Wiederbelebung
Im Jahr 2007 begann der unabhängige Comic-Verlag Papercutz, geleitet von dem ehemaligen Lektor bei Marvel Comics, Jim Salicrup, eine neue Serie von Tales from the Crypt herauszubringen. Diese Neuversion wurde während der New York Comic Con 2007 angekündigt. Die erste Ausgabe wurde im Juni 2007 veröffentlicht, mit einem von Kyle Baker gezeichneten Deckblatt.